# Володимир Гаврилюк (поет)
Володимир Гаврилюк (19 липня 1904, Зарваниця, Теребовлянський район, Тернопільська область — 15 лютого 2000, Монреаль, Канада) — український поет і художник.

## Біографія
Володимир Гаврилюк народився 19 липня 1904 року в с. Зарваниці на Поділлі, де його батько отець Симеон був тоді парохом. На початку 1920-х років відвідував приватні курси рисунка і мистецьку школу Олекси Новаківського у Львові. З 1924 по 1930 рік вчився в Академії мистецтв у Кракові. Після її закінчення вчителював у гімназіях Бродів, Крем'янця, Рівного, брав участь у виставках учнів О. Новаківського у Львові і Дрогобичі.
Із середини 1930-х років друкував свої вірші у львівських журналах «Назустріч», «Дзвін», «Батьківщина». Після публікації в «Назустрічі» творчістю Гаврилюка зацікавився Богдан-Ігор Антонич. Його вірші на межі імпресіонізму і надреалізму дуже інтригували Антонича і він, за свідченням Вол. Ласовського, не раз давав Гаврилюкові читати свої недруковані речі, устійнював з ним останню редакцію деяких з них і навіть підпадав під вплив Гаврилюкового візіонерства. Можна сказати, що Гаврилюк був типом «поета для поетів», він нагромаджував різноманітні поетичні образи не раз без ніякого зв'язку, поєднуючи їх тільки настроєм. Зовсім безпристрасна, та поезія не мала, фактично, ніякої мети, у протилежності до поезії Антонича, заангажованої в життєвих проблемах і «послушної законам пристрасти». Це наче зайвий доказ того, що першою мірою вартости поезії є життя. А все ж Гаврилюк у відношенні до Антонича відіграв ролю своєрідного каталізатора, що, як відомо, є поняттям з ділянки хімії і означає побудника певних хімічних процесів, які без того побудника не могли б відбутися. Деякий час вони разом редагували журнали «Дажбог», «Карби».
Під час німецької окупації керував промисловою школою у Глинянах біля Жовкви, що потім займалася килимарством. Після війни виїхав до Німеччини, США і останні роки жив у Монреалі (Канада). Член Асоціації діячів української культури (АДУК). Помер 2000 року в Монреалі (Канада), похований там же на українському цвинтарі.

## Творчість
Поетичні збірки:
- «Сольо в тиші» (Львів, 1934),
- «День поезій» (США, 1967),
- Тінь і мандрівник. — Нью-Йорк : Асоціяція Діячів Української Культури, 1969. — 109 с.